# Idionyx stevensi
Idionyx stevensi – gatunek ważki z rodziny Synthemistidae. Stwierdzony w Nepalu i północno-wschodnich Indiach (Dardżyling w Bengalu Zachodnim), niepotwierdzone stwierdzenie pochodzi z prowincji Junnan w południowych Chinach.
Fraser (1936) podał następujące wymiary:
- samiec – długość odwłoka 32 mm, długość tylnego skrzydła 33 mm,
- samica – długość odwłoka 33 mm, długość tylnego skrzydła 34 mm.